# Bahnhof Montendre
Der Bahnhof Montendre steht im Osten der Kleinstadt Montendre im Département Charente-Maritime. Die Trasse der Bahnstrecke Chartres–Bordeaux, die hier nahezu in Nord-Süd-Richtung verläuft, kreuzt die nach Südosten verlaufende Avenue Sulz Am Neckar (D 730) und hat über sie den Zugang zum der Stadt zugewandten Bahnhofsgebäude. Die nächsten beiden Stationen sind Fontaines-d’Ozillac im Norden und Bussac im Süden unmittelbar an der Grenze zum Département Gironde.

## Geschichte
Das damalige Eisenbahnunternehmen Compagnie du chemin de fer de Paris à Orléans baute im Jahr 1871 eine direkte, zweigleisige Bahnstrecke zwischen Chartre und Bordeaux, an der als Zwischenstation der Bahnhof Montendre eingerichtet wurde. Zunächst war Montendre für die von Jonzac kommende Strecke Endstation, bevor die Strecke drei Jahre später bis Bordeaux verlängert wurde.
Bis zu ihrer Schließung 1980 gab es südlich des Bahnhofs die Ziegelfabrik Charles Amand, die in ihrer besten Zeit in den 1950er Jahren etwa 450 Menschen beschäftigte. Für den Abtransport gab es mehrere Rampen und Ladegleise, sodass die Handelsware per Waggon kostengünstig versandt werden konnte. Heute ist die Fläche ungenutzt; so, wie auch Teile der Fabrikationsanlagen ist die Bahninfrastruktur ist noch sichtbar.

## Architektur
Das kompakte, zweistöckige Bahnhofsgebäude mit seinen beiden, einstöckigen Seitenflügeln hat einen repräsentativen Charakter. Das Krüppelwalmdach ist schiefergedeckt und mit etlichen Dachgauben versehen. Der Bau ist im Stil des Historismus gehalten und durch die beiden Seitenrisalite gut gegliedert. Im Gegensatz zu anderen Bahnhofsgebäuden dieser Größe, die von dieser Gesellschaft errichtet worden sind, ist der Bahnhof Montendre überaus reichhaltig dekoriert.

## Service
Der Bahnhof besitzt trotz seines recht geringen Personenaufkommen einen besetzten Fahrkartenschalter. Auf der nicht elektrifizierten Bahnstrecke halten alle Züge des Transport express régional, die zwischen La Rochelle und Bordeaux in der Regel durchgehend verkehren. Werktags verkehren sechs Zugpaare.